# Sebastian Alscher

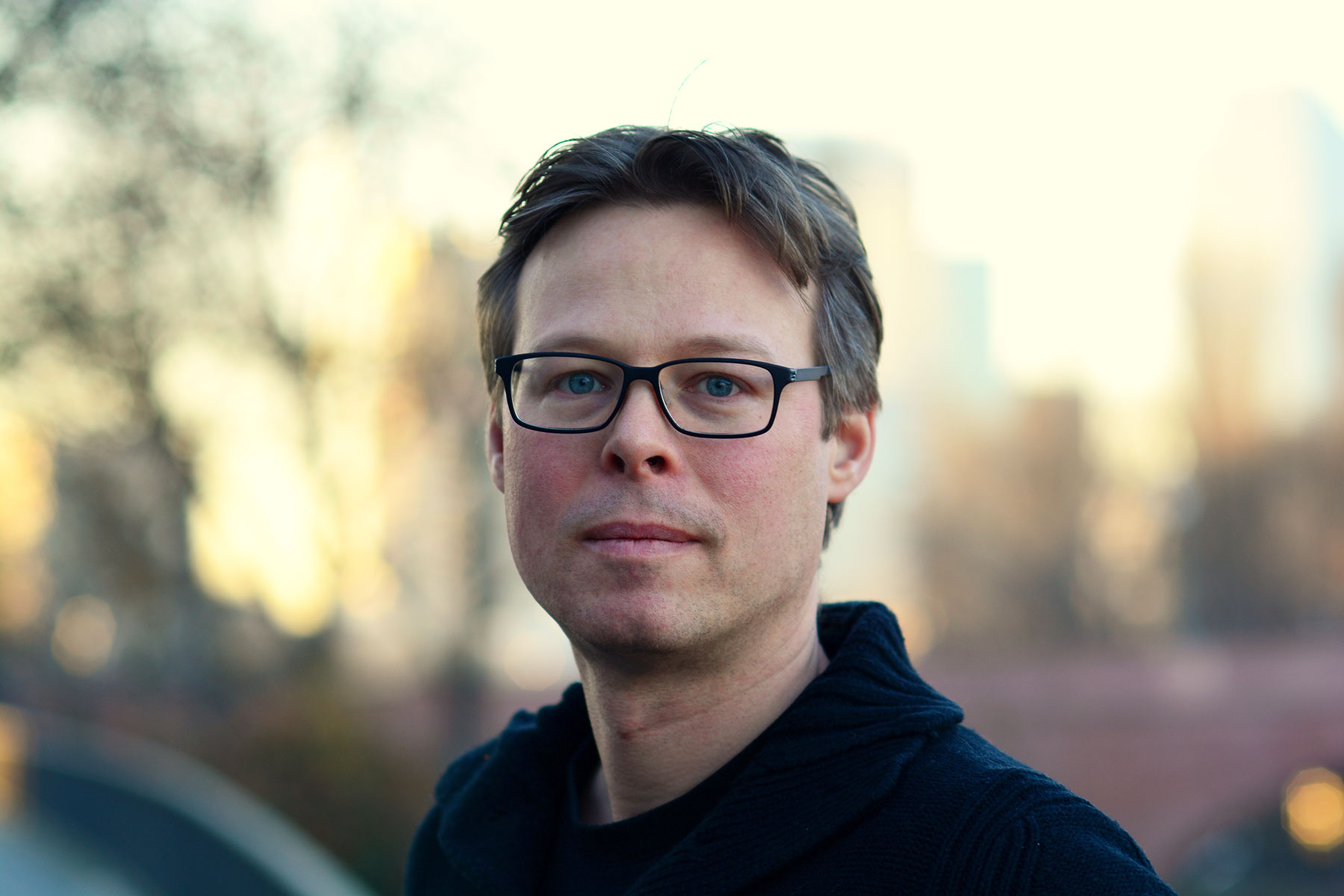
Sebastian Alscher (2018)

Sebastian Alscher (* 29. Dezember 1976 in Berlin) ist ein deutscher Politiker und Vorsitzender des Landesverbandes Hessen der Piratenpartei Deutschland. Alscher war zwischen November 2018 und Juni 2022 Bundesvorsitzender der Piratenpartei Deutschland.

## Leben
Sebastian Alscher arbeitete nach seinem Studium zum Diplom-Kaufmann als Investmentbanker. Nach eigenen Angaben wurde er aus Sorge um seine Kinder wieder politisch aktiv, als „der Rechte Rand stärker wurde“ und die Bundesregierung „am zunehmenden Ausbau einer Infrastruktur, die nur zu leicht für Zensur und Überwachung verwandt werden konnte“ arbeitete. Er begann ein Studium der IT-Sicherheit. Des Weiteren ist er Geschäftsführer eines IT-Unternehmens.
Alscher lebt mit seiner Familie in Frankfurt am Main in Hessen.

## Politik
Alscher trat 2017 als Spitzenkandidat im Trio mit Anja Hirschel und René Pickhardt für die Piratenpartei zur Bundestagswahl an, wurde danach im Oktober 2017 zum stellvertretenden Vorsitzenden und ein Jahr später zum Bundesvorsitzenden gewählt. Bei der Landtagswahl in Hessen 2018 trat er im Wahlkreis Frankfurt am Main V an und erreichte dort 0,7 % der Erststimmen.
Er ordnet sich selbst als liberal ein, seine Partei bezeichnet ihn aber als „untypisch“: „Seine Schwerpunkte liegen in der Gesellschafts-, Innen- und Finanzpolitik, aber ebenso im Digitalen“.
Auf seiner Webseite schrieb er kurz nach seiner Wahl zum Vorsitzenden: „Grundlage jeder Entscheidung muss eine Folgenabschätzung sein. Gleichzeitig sollte man keine Angst vor dem regelmäßigen Evaluieren bisheriger Entscheidungen haben, beziehungsweise dem Mut, Fehlentscheidungen rückgängig zu machen oder Dinge beständig zu verbessern und ergänzen.“
In einem Interview mit der Augsburger Allgemeinen am 10. Juni 2019 äußerte er über die Bündnis 90/Die Grünen, dass ihnen ähnliche Probleme wie damals der Piratenpartei Deutschland drohten. Zur mangelnden breiten aktuellen Wahrnehmung der Piraten sagte er: „Heute bekommen Parteien wie die AfD mehr Raum in den Zeitungen, über die lassen sich bessere Geschichten erzählen. Wir haben nicht mehr den Charakter einer Protestpartei, wie wir sie noch vor einigen Jahren waren.“ Am 30. Juni 2019 wurde er zudem in der Piratenpartei als Beisitzer im Vorstand des Kreisverbandes Frankfurt am Main wiedergewählt. Am 9. November 2019 wurde er auf dem Bundesparteitag in Bad Homburg wiedergewählt und beim hybriden Bundesparteitag im Mai 2021 erneut im Amt bestätigt. Zur hessischen Kommunalwahl 2021 kandidierte er in Frankfurt auf Listenplatz 3. Am  30. Oktober 2021 wurde Alscher als stellvertretender Vorsitzender in den Vorstand des Landesverbandes Hessen der Piratenpartei gewählt. Im November 2022 wurde er als Spitzenkandidat der Piratenpartei für die Landtagswahl in Hessen und als Vorsitzender des hessischen Landesverbandes in Bad Homburg gewählt.